# Gobindaganj
Gobindaganj är ett underdistrikt i Bangladesh. Det ligger i den norra delen av landet, 190 km nordväst om huvudstaden Dhaka.
Trakten runt Gobindaganj består till största delen av jordbruksmark. Runt Gobindaganj är det mycket tätbefolkat, med 1 177 invånare per kvadratkilometer.